# Вулиця Землеробна (Львів)
Вулиця Землеробна — вулиця у Залізничному районі міста Львова, у місцевості Скнилівок. Сполучає вулиці Скнилівську та Ряшівську (проєктовану). 
Вулиця виникла на початку XX століття у складі передміського селища Скнилівок. Після приєднання селища міста у 1952 році, вулиці колишнього селища були перейменовані або ж новоутвореним вулицям надавалися певні назви. Так, у 1958 році вулиця отримала сучасну назву Землеробна. 
Забудова садибна малоповерхова.